# José Antônio Nunes Mendonça
José Antônio Nunes Mendonça, (Itabaiana, 15 de dezembro de 1923 - Vila Velha, 15 de junho de 1983), foi um professor, escritor, jornalista e político brasileiro. Teve participação nos movimentos estudantis, intelectuais e políticos de Aracaju. Ingressando no PTB – Partido Trabalhista Brasileiro, foi eleito Deputado Estadual (1951 – 1955). Professor do Instituto de Educação Rui Barbosa, enfrentou forte campanha difamatória e processo sumário de investigação pela CGI, instalada após o Golpe militar de 1964, que o aposentou.
Deixou grande obra de reflexão sobre a educação em Sergipe e de crítica literária, destacando-se Pelo Desenvolvimento de Sergipe (Aracaju: Centro de Estudos Pedagógicos/Livraria Regina, 1961), José Sampaio O Homem e a Mensagem (Aracaju: Livraria Regina, 1962), Velhos Companheiros & Outros Escritos (Aracaju: sem indicação de editor, 1963), A Educação Sexual nas Escolas Libelo Contra a Ignorância e a Maldade (Aracaju: Edição do Autor, 1965 incluindo Pareceres de Garcia Moreno e Imídeo G. Nérice).
Em 1993, dez anos depois de sua morte, seu irmão, o advogado Fernando Mendonça publicou o livro "Vítima da Ditadura e Mártir da Educação", A Defesa do Professor Nunes Mendonça (Rio de Janeiro: Editora Lumem Júris, 1993), historiando todo o processo de linchamento moral do mestre sergipano.